# Mulino (osiedle)
Mulino (ros. Мулино) – osiedle w Rosji, w obwodzie niżnonowogrodzkim, w rejonie wołodarskim. W 2010 liczyło 13 008 mieszkańców.